# Aeonium mascaense
Aeonium mascaense Bramwell 1984 es una especie de planta ornamental con hojas carnosas de la familia Crassulaceae.

## Descripción
Es una planta subarbustiva, densamente ramificada, que puede alcanzar los 25 cm de altura, con hojas suculentas, tallo leñoso y fino con hojas verde-rojizas con una señal en forma de triángulo o diamante.
Pertenece al grupo de especies arbustivas ramificadas. Las flores son de color rosado o blanco de no más de 1 cm de ancho.  Las hojas son obovadas, glabras, glaucas y con el borde superior rojo y ciliado con una línea púrpura, dispuestas en rosetas muy pequeñas, de no más de 10 cm de diámetro.

## Distribución geográfica
Es nativa de las Islas Canarias en Tenerife, más concretamente, crece entre los 250 y 400 metros de altura, muy localizado en el Barranco de Masca. Es muy rara de encontrar en estado silvestre, por lo inaccesible de sus locaciones, está considerada presumiblemente extinta en estado natural, aunque el Jardín Botánico de Tafira Alta en Gran Canaria cuenta con importantes cultivos de esta especie.
En España está considera planta extinguida, por Resolución de 1 de agosto de 2018, de la Secretaría de Estado de Medio Ambiente, por la que se publica el Acuerdo de la Conferencia Sectorial de Medio Ambiente en relación con el Listado de especies extinguidas en todo el medio natural español. BOE N.º 195, lunes 13 de agosto de 2018.

## Taxonomía
Aeonium mascaense fue descrita por  Bramwell, en el año 1984, etimológicamente, mascaense en latín vendría a significar ¨de/proveniente de Masca¨.